# Roger Whitfield
Roger Cyril Whitfield (* 29. Dezember 1943 in Aldershot) ist ein ehemaliger britischer Radrennfahrer und nationaler Meister im Radsport.

## Sportliche Laufbahn
Whitfield war Teilnehmer der Olympischen Sommerspiele 1964 in Tokio. Im 1000-Meter-Zeitfahren wurde er beim Sieg von Patrick Sercu als 17. klassiert.
Bei den Commonwealth Games 1962 war er für England im 1000-Meter-Zeitfahren am Start und gewann die Bronzemedaille. 1962 gewann er den britischen Titel im Tandemrennen mit Ian Alsop. 1965 und 1969 siegte er in der nationalen Meisterschaft im Sprint der Amateure.